# Fulton, Wisconsin
Fulton là một thị trấn thuộc quận Rock, tiểu bang Wisconsin, Hoa Kỳ. Năm 2010, dân số của thị trấn này là 3.146 người.